# ساختمان شرکت بین‌المللی کشتی‌های بازرگانی
ساختمان شرکت بین‌المللی کشتی‌های بازرگانی (انگلیسی: International Mercantile Marine Company Building) که با نام‌های برادوی ۱ و ساختمان خطوط ایالات متحده نیز شناخته می‌شود یک ساختمان در منهتن، نیویورک است.
این ساختمان که در سال ۱۸۸۲ با سبک معماری ملکه آن ساخته شده دارای ۱۲ طبقه می‌باشد و در سال ۱۹۱۹ توسط شرکت بین‌المللی کشتی‌های بازرگانی برای استفاده به‌عنوان دفتر مرکزی خریداری شد و تا سال ۱۹۷۹ مورد استفاده بود. ساختمان در تاریخ ۲ مارس ۱۹۹۱ به ثبت ملی اماکن تاریخی رسید و در سال ۱۹۹۵ توسط کمیسیون حفاظت از آثار شهر نیویورک به عنوان یک بنای اصلی شهر تعیین شد.

## نگارخانه

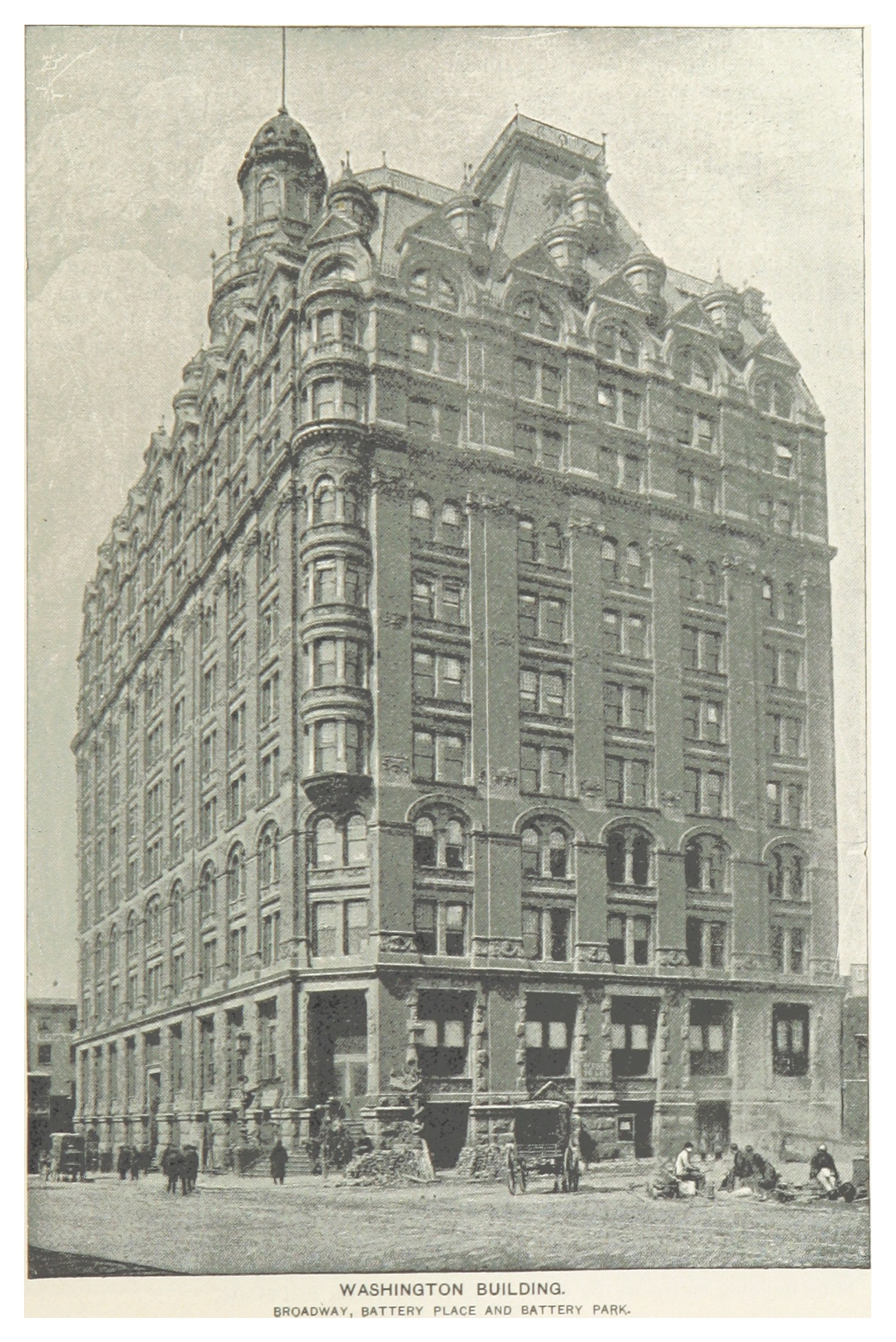
۱۸۹۳
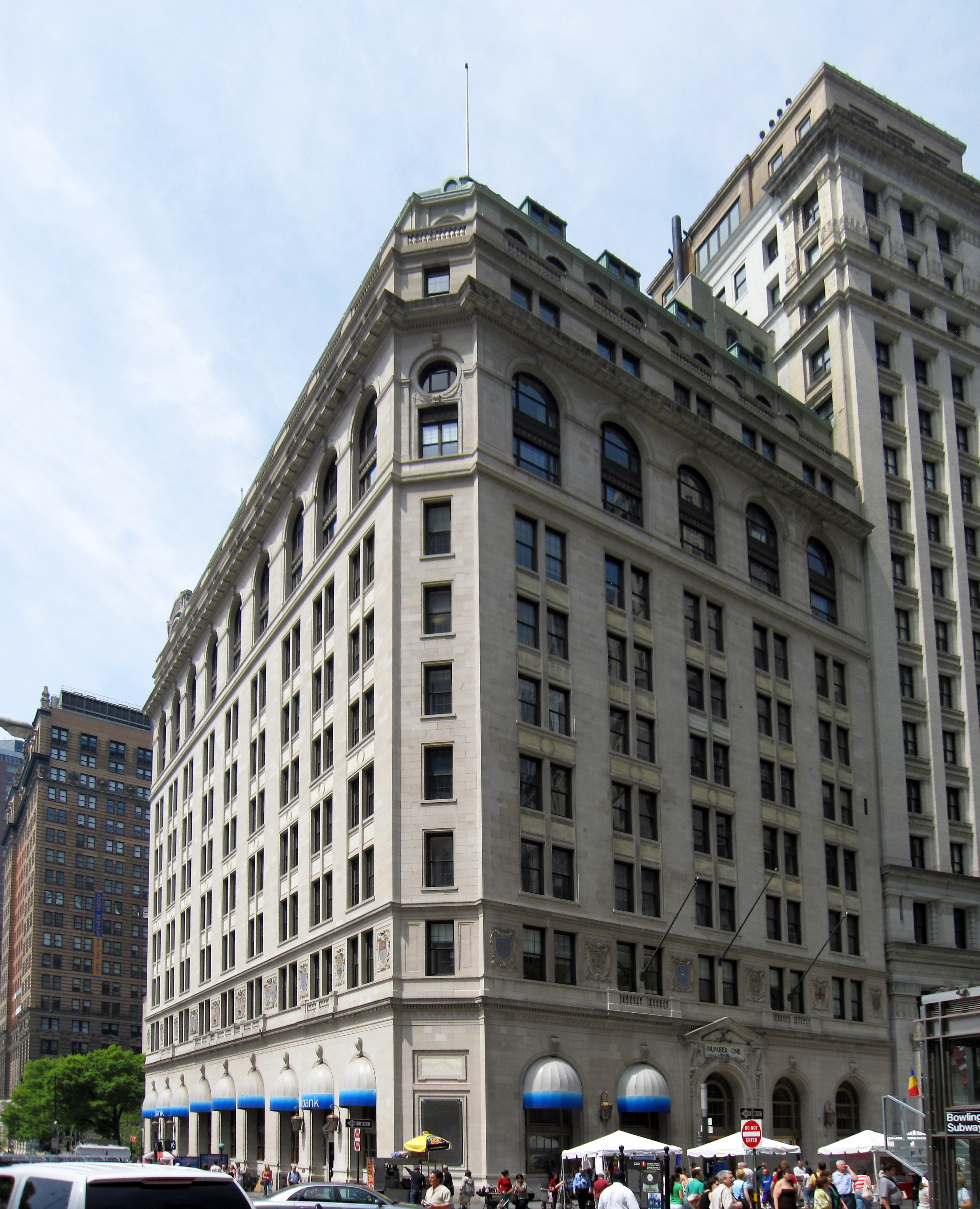
نمایی از ساختمان
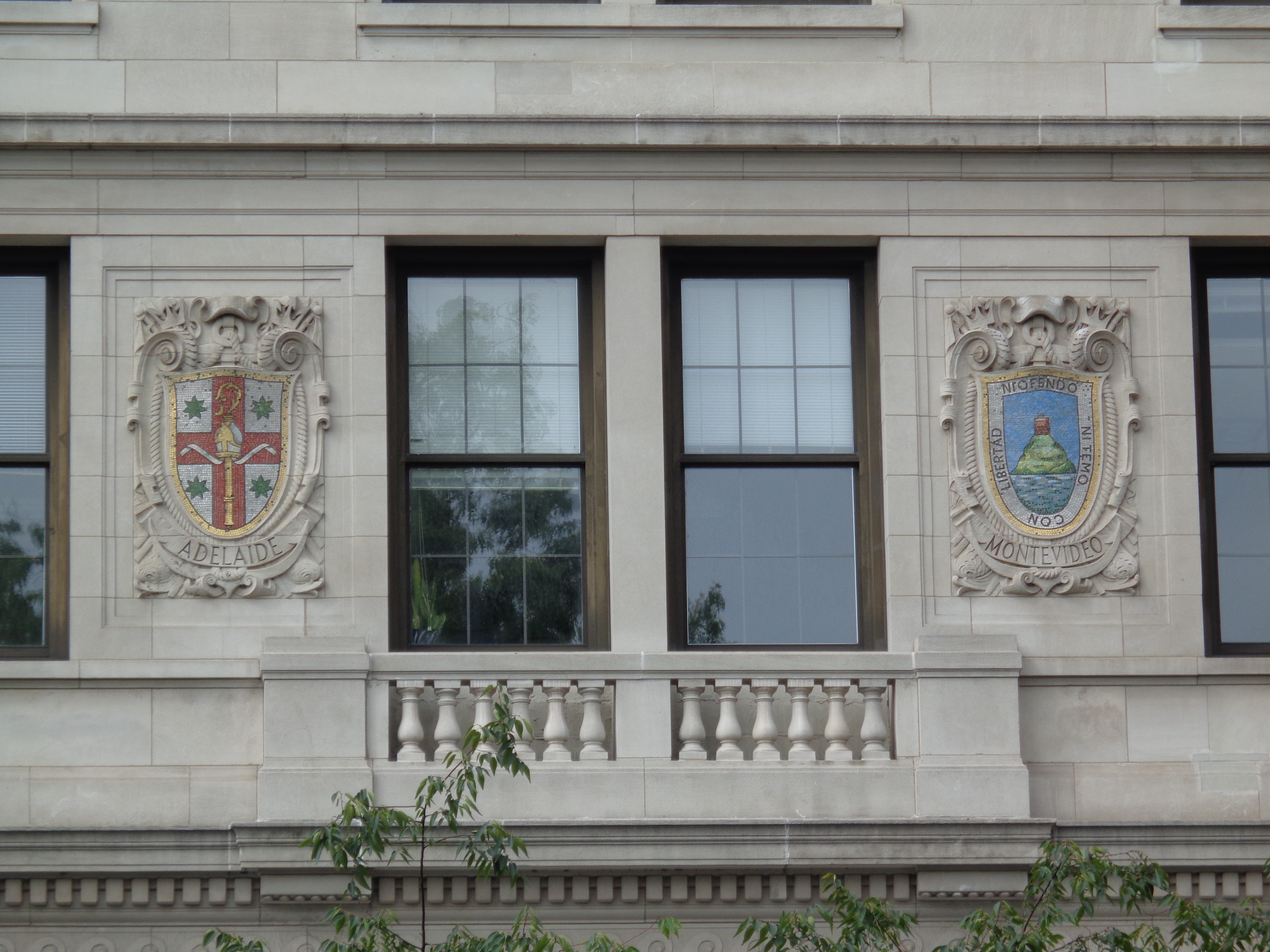
پنجره‌ای از طبقه دوم ساختمان
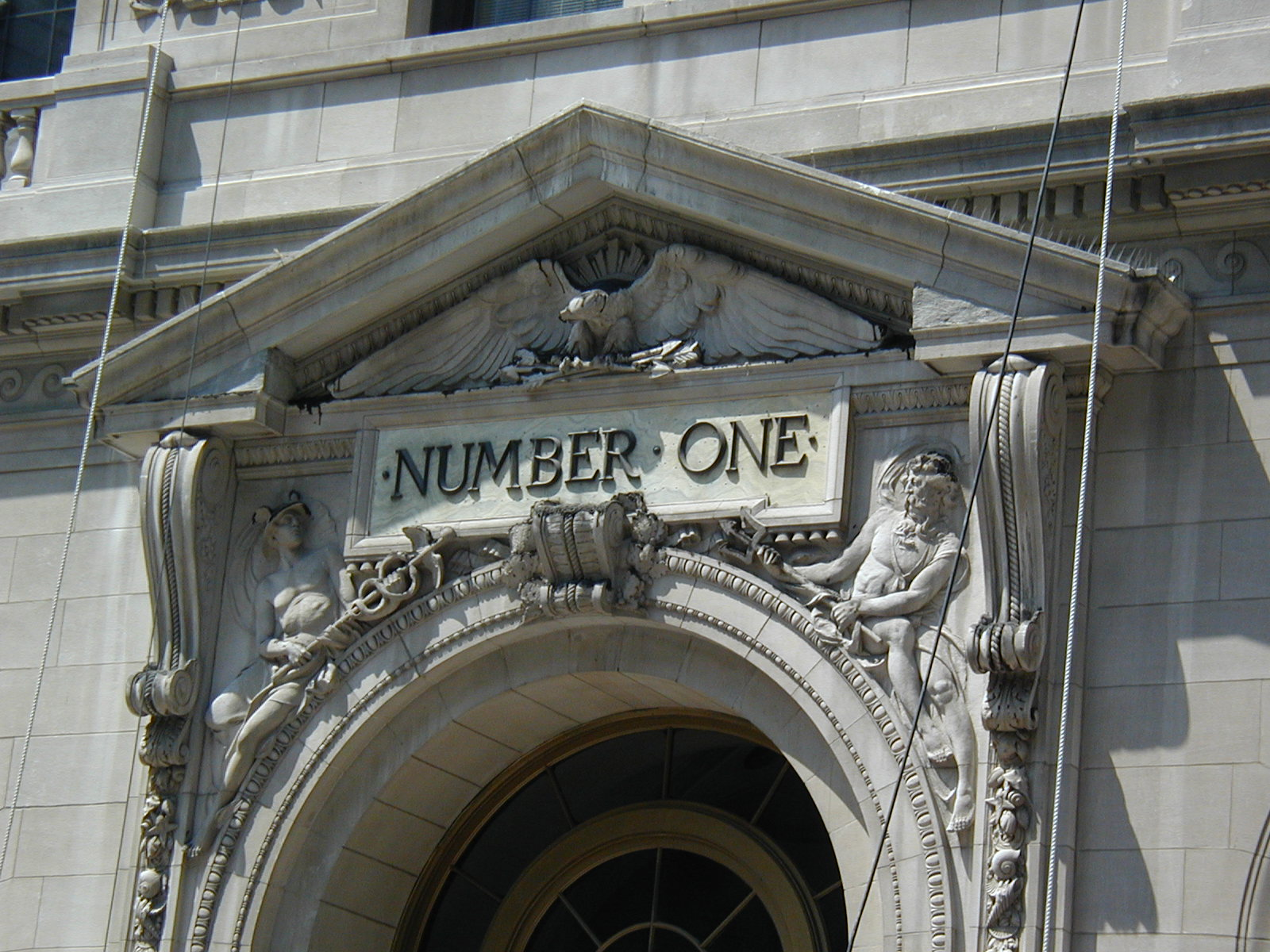
ورودی اصلی ساختمان
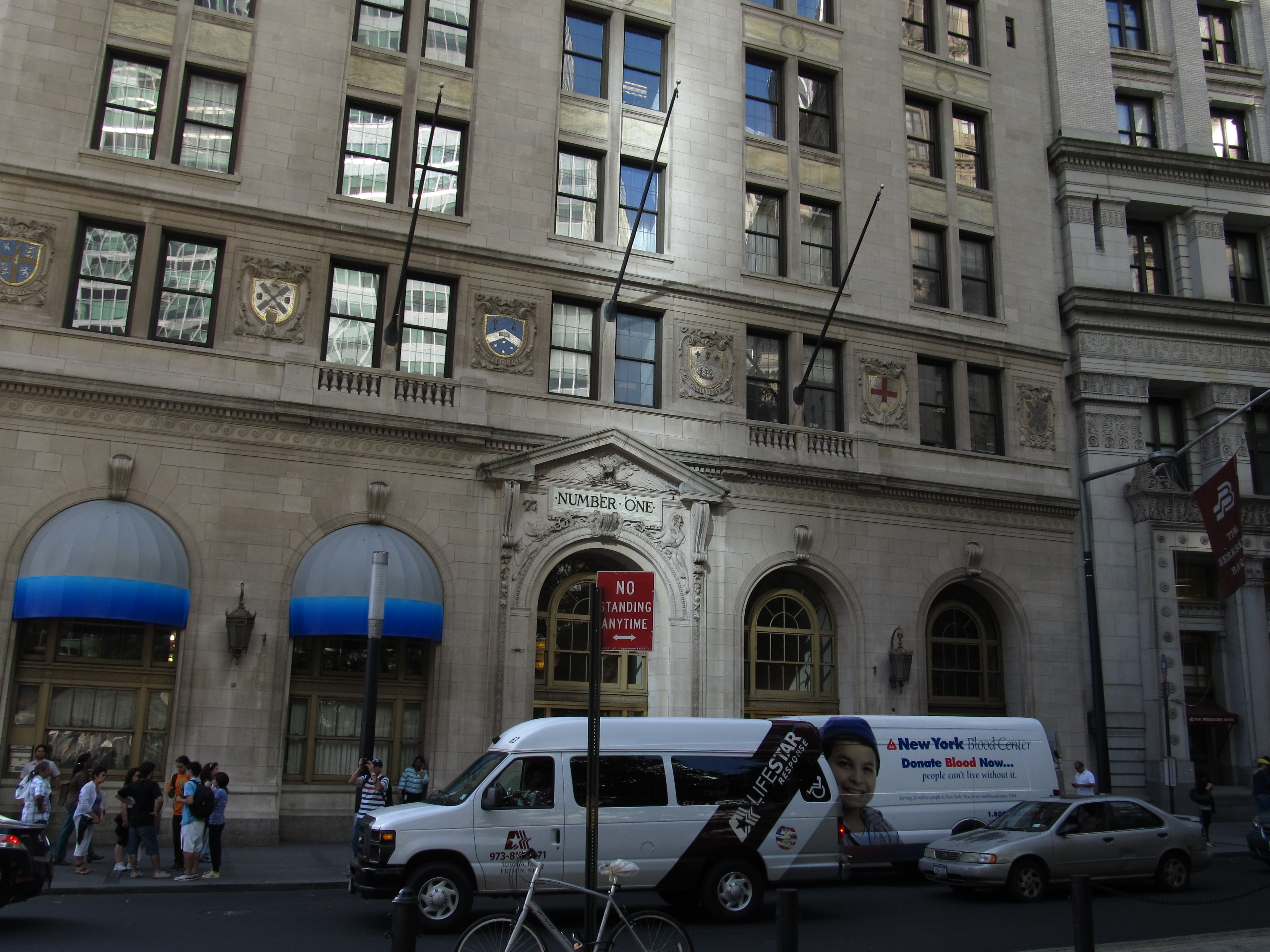
ورودی اصلی ساختمان